# 豊岡んみ
豊岡 んみ（とよおか んみ、12月21日 - ）は、日本の女優。和歌山県紀の川市出身。

## 来歴
19歳で出身地の和歌山県から大阪へ移住後、俳優の養成所で芝居を学ぶ。その後、俳優の活動を始める。2020年現在は関東、関西が活動の中心となっている。出演映画がゆうばり国際ファンタスティック映画祭で上映された。

## 人物
映画出演を中心に、トーク番組MCやトークライブ、司会の仕事も多くしている。好きなものは小説、漫画、ウイスキー、ご飯、アニメ、美容、食品サンプル、オカルト、深海、宇宙、都市伝説。太宰文学研究会会員。

## 出演

### 映画
- 鉄ドン(2018-2020年)
- クライング フリー セックス Never Again!(2018年) - マスター役[2]
- ギャル番外地 シメさせてもらいます - サイコ役（2019年6月14日、オーピー映画）[3]
- まん　ここ　わい異聞　Perfume(2020年) - ミツコ役[4][5]
- 恋の墓（2020年9月25日、オールイン・エンターテインメント）[6]
- まん ここ わい返歌 ちん ここ わい(2020年)[7]
- 法華戦隊ミョウレンジャー(2020年) - 玉藻前役
- ギャル番外地２　またシメさせてもらいます（2020年10月23日、オーピー映画） - サイコ役[8]
- サインはまん ここ わい(2021年)- ユミ役
- エクスタシーキャットメイドRINKO(2021年)[9]
- デリバリー・ウォーズ(2021年) - トメコ、アイコ役[10]
- 禁断の果実 すいか(2021年) - 主演[11]
- スペースクライングフリーセックス(2021年) - ザジ役
- 龍宮之使 - 女給役(2021年)
- バウムクーヘン(2021年)[12]
- 魔法を使う女の子(2021年)
- 海がつぶやく(2022年) - 海香役
- ママと私 とろけモードで感じちゃう（2022年、オーピー映画） - 女性客B 役
- トモヒコ・イワサキの誰でも知りたがってるくせにちょっと聞きにくいまん ここ わいのすべてについて教えましょう(2022年)
- いんらん百物語 喜悦絶叫!（2022年7月29日、オーピー映画） - ナツメ 役
- バーミリオン（2022年12月、オーピー映画） - エミリ 役[13][14]
- 美乳若妻と巨乳女将　蕩けるお宿（2023年7月28日、オーピー映画） - 喫茶店の従業員 役
  - あなたに会いたくて…（2023年12月6日、オーピー映画）※再編集版
- カウンセラーの恋(2023年) - 洋子役
- シン・仮面ライダー(2023年)- マスクモデル協力
- モーテル303（2023年11月29日、オーピー映画） - 佐藤茜 役[15]
- 農家に嫁いだ女 燗熟未亡人(2023年)
- セクハラポリス(2023年)
- ビキニアイドルが乗っています(2023年)
- アイドルノーパン始球式 誓いのホームラン(2023年)
- 乳頭温泉 蛸の恩返し(2023年)
- キンタローJK セクハラシャーク襲来！(2024年)
- キンタローJK シャークノーパン始球式(2024年)
- キンタローJK シャーク&小悪魔JD(2024年)
- キンタローJK &セクハラシャーク けしからん宇宙線(2024年)
- 異常性欲の夜 うごめく肉唇（2024年8月2日、オーピー映画）
- トリプル・クライマックス 三人の女たち『スカーレットナイト』（2024年9月20日、オーピー映画）[16]
- ハーレム銀河 お乳の虜（2024年10月4日、オーピー映画）[17]

### 配信ドラマ
- ラブラブシェアハウス ハウスメイトのヒミツと恋のラプソディー（2022年5月4日、U-NEXTほか）[18]

### ライブ
- 10minutes(2013年)
- 大阪ドロット(2017年)

### イベント
- 「クライングフリータニンミ」MC(2020年)[19]
- 「廃病院パーティーVOL.4」審査員[20]
- 「ナイショの話はランチのあとで」司会[21]
- 「谷洋幸～しあわせクリスマス昼ワンマンライブ～」MC
- 「ドライブインライブ＆シアター」司会[22]
- 「ゆるめのオカルトナイト」司会

### ラジオ
- マディーアフタヌーン(2018年、ラヂオきしわだ)
- 京都シティポップRADIO(FMおとくに)

### ライブストリーミング配信
- SYO-ZAKUのそんなんちゃうねんTV！（FRESH! by AbemaTV内RAGN TV、毎週木曜21:00-22:00）

### MV
- 京都シティポップ「神様、いま」

## 監督

### 映画
- 密着！ゴエモン職人